# Асаба (область)
Асаба (араб. ولاية العصابة, фр. Assaba) — область на півдні Мавританії.
- Адміністративний центр - місто Кіффа.
- Площа - 36600 км², населення - 249 596 осіб (2000 рік).

## Географія
На південному заході межує з областю Кудимага, на заході з областями Горголь та Бракна, на півночі з областю Тагант, на сході з областю Ход-ель-Гарбі, на півдні з Малі.
В області розташоване одне з нечисленних озер Мавританії - Ле-Бхейр.

## Адміністративно-територіальний поділ

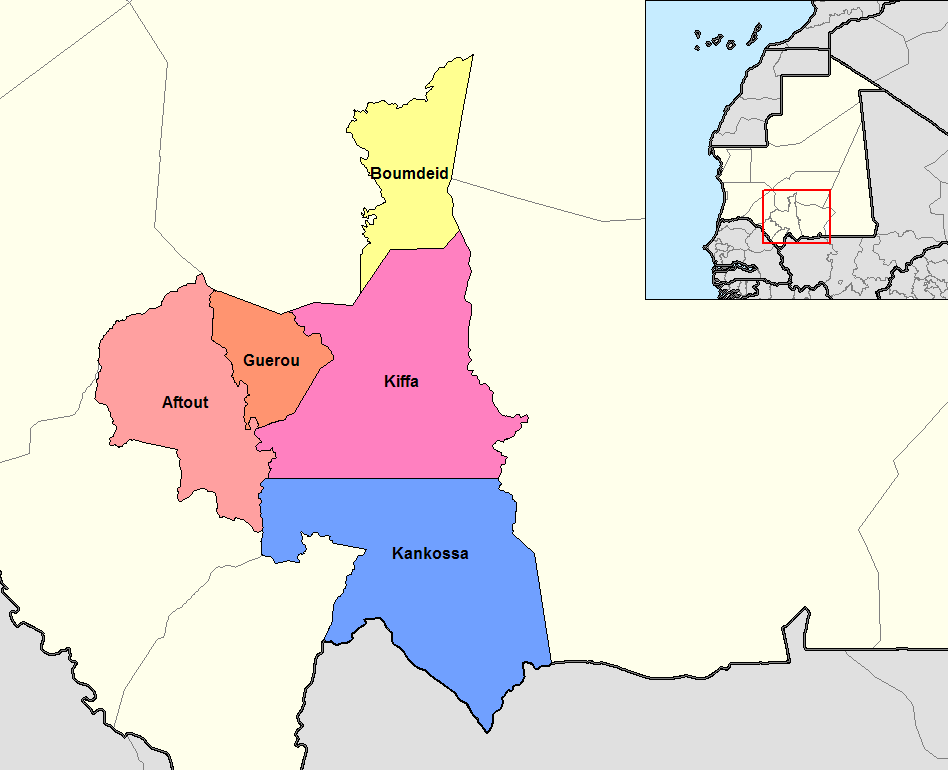
Департаменті області

Область ділиться на 5 департаментів:
- Афтут
- Бумдид
- Геру
- Канкоса
- Кіффа